# Diplonevra nigrita
Diplonevra nigrita är en tvåvingeart som först beskrevs av Malloch 1925.  Diplonevra nigrita ingår i släktet Diplonevra och familjen puckelflugor. Inga underarter finns listade i Catalogue of Life.